# Atletisme als Jocs Olímpics d'Estiu de 1912 - 110 metres tanques masculins

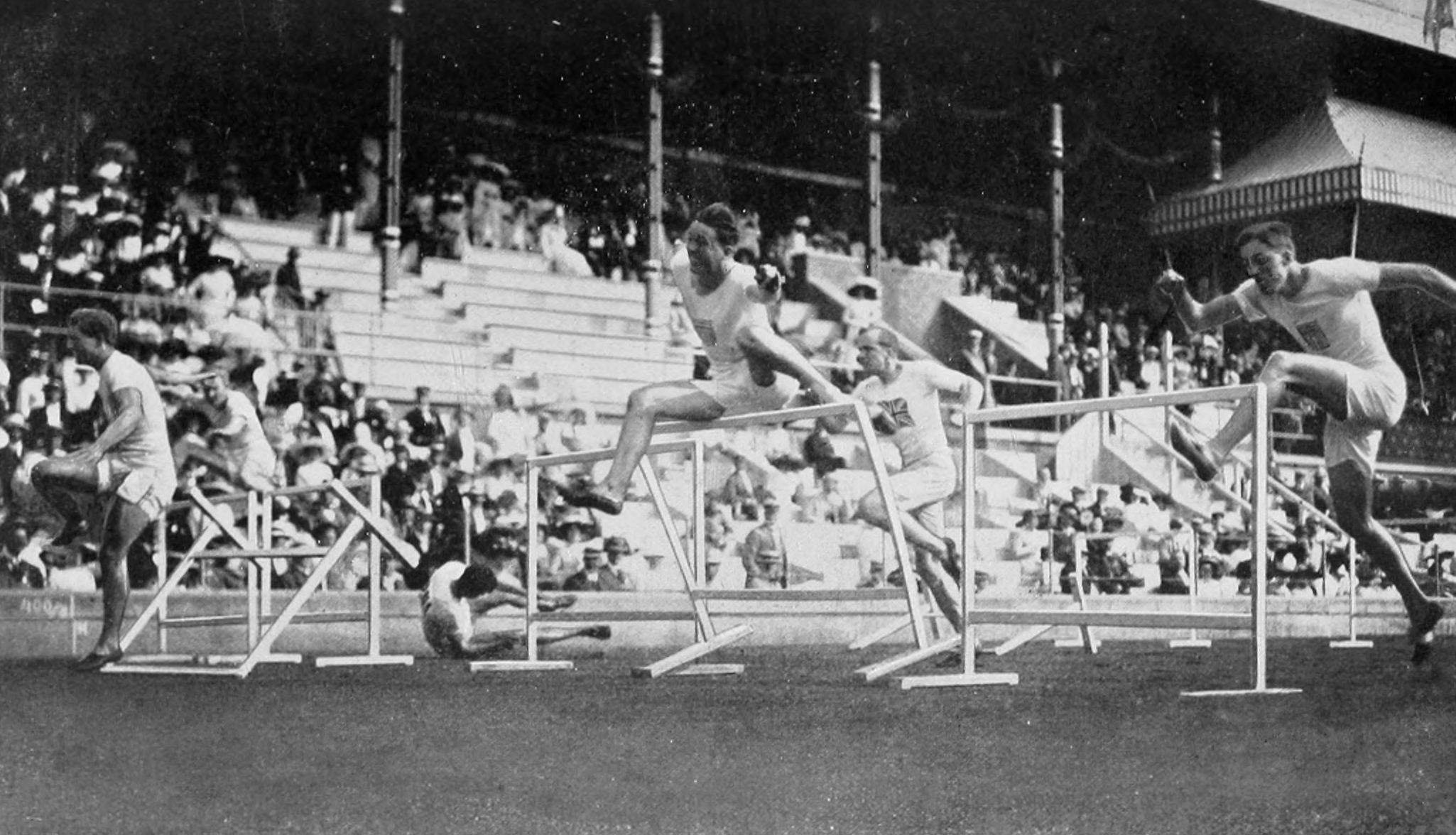
Moment de la final, amb la caiguda de John Nicholson, que no pogué acabar la cursa.

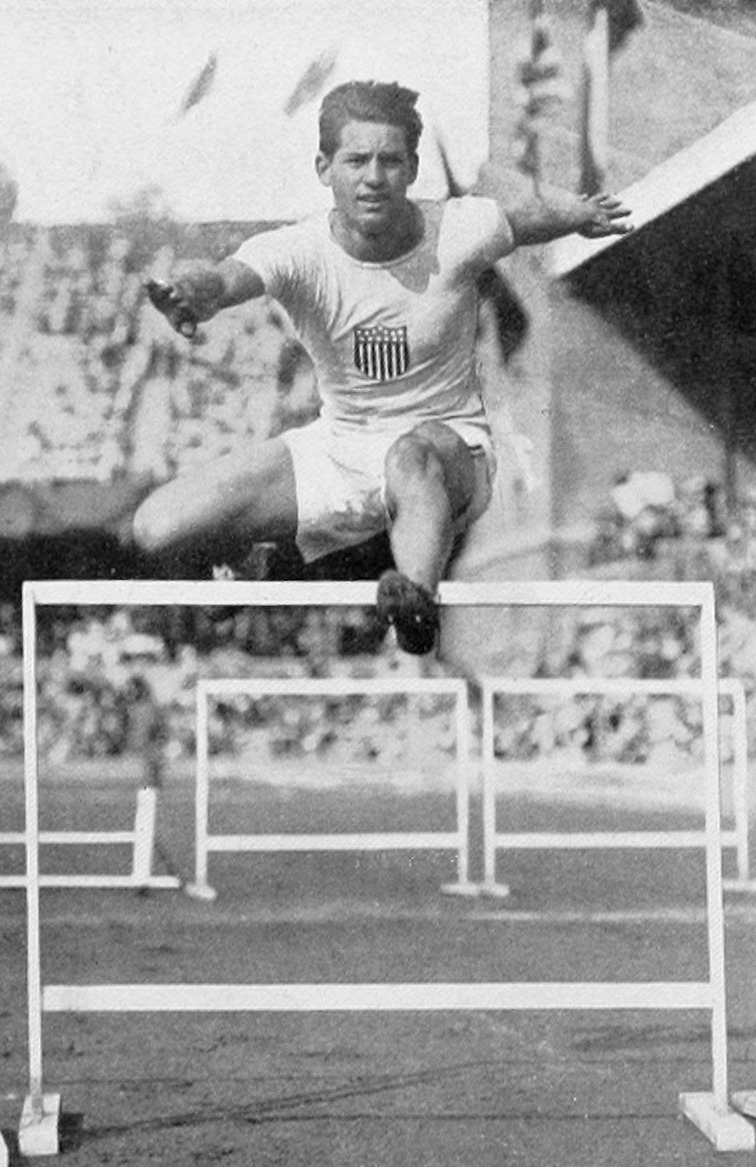
Fred Kelly, vencedor de la cursa.

Els 110 metres tanques masculins van ser una de les proves del programa d'atletisme disputades durant els Jocs Olímpics d'Estocolm de 1912. La prova es va disputar en dos dies, el dijous 11 i divendres 12 de juliol, i hi van prendre part 22 atletes de 15 nacions diferents.

## Medallistes
| Or               | Plata               | Bronze               |
| Fred Kelly (EUA) | James Wendell (EUA) | Martin Hawkins (EUA) |

## Rècords
Aquests eren els rècords del món i olímpic que hi havia abans de la celebració dels Jocs Olímpics de 1912.
| Rècord del Món | 15.0" | Forrest Smithson | Londres (ENG) | 25 de juliol de 1908 |
| Rècord Olímpic | 15.0" | Forrest Smithson | Londres (ENG) | 25 de juliol de 1908 |

## Resultats

### Sèries
Totes les sèrie es van disputar el dijous 11 de juliol de 1912. Sols dos atletes foren eliminats.
Sèrie 1
| Posició | Atleta                | Temps | Qual. |
| ------- | --------------------- | ----- | ----- |
| 1       | George Chisholm (EUA) | 15.4  | QS    |
| 2       | Károly Solymár (HUN)  | 15.8  | QS    |

Sèrie 2
| Posició | Atleta                | Temps | Qual. |
| ------- | --------------------- | ----- | ----- |
| 1       | John Eller (EUA)      | 16.0  | QS    |
| 2       | Gerard Anderson (GBR) | 18.6  | QS    |

Sèrie 3
| Posició | Atleta               | Temps | Qual. |
| ------- | -------------------- | ----- | ----- |
| 1       | Martin Hawkins (EUA) | 16.1  | QS    |
| 2       | Géo André (FRA)      | 16.8  | QS    |

Sèrie 4
| Posició | Atleta                  | Temps | Qual. |
| ------- | ----------------------- | ----- | ----- |
| 1       | Ferdinand Bie (NOR)     | 16.2  | QS    |
| 2       | Valdemar Wickholm (FIN) | 16.6  | QS    |

Sèrie 5
| Posició | Atleta            | Temps | Qual. |
| ------- | ----------------- | ----- | ----- |
| 1       | Pablo Eitel (CHI) | 17.2  | QS    |

Sèrie 6
| Posició | Atleta                 | Temps | Qual. |
| ------- | ---------------------- | ----- | ----- |
| 1       | Marius Delaby (FRA)    | 16.0  | QS    |
| 2       | Vaughn Blanchard (EUA) | 16.0  | QS    |
| 3.      | Alfredo Pagani (ITA)   |       |       |

Sèrie 7
| Posició | Atleta                | Temps | Qual. |
| ------- | --------------------- | ----- | ----- |
| 1       | Edwin Pritchard (EUA) | 16.4  | QS    |
| 2       | Henry Blakeney (GBR)  | 17.4  | QS    |

Sèrie 8
| Posició | Atleta                    | Temps | Qual. |
| ------- | ------------------------- | ----- | ----- |
| 1       | John Nicholson (EUA)      | 15.5  | QS    |
| 2       | Daciano Colbacchini (ITA) | 16.1  | QS    |

Sèrie 9
| Posició | Atleta           | Temps | Qual. |
| ------- | ---------------- | ----- | ----- |
| 1       | Fred Kelly (EUA) | 16.4  | QS    |

Sèrie 10
| Posició | Atleta                     | Temps | Qual. |
| ------- | -------------------------- | ----- | ----- |
| 1       | John Case (EUA)            | 16.3  | QS    |
| 2       | H. von Bönninghausen (GER) | 17.0  | QS    |

Sèrie 11
| Posició | Atleta               | Temps | Qual. |
| ------- | -------------------- | ----- | ----- |
| 1       | Kenneth Powell (GBR) | 15.6  | QS    |
| 2       | James Wendell (EUA)  | 15.7  | QS    |
| 3       | Frank Lukeman (CAN)  |       |       |

### Semifinals
Totes les semifinals es van disputar el dijous 11 de juliol de 1912. Sols es classifica per a la final el vencedor de cadascuna d'elles.
Semifinal 1
| Posició | Atleta               | Temps | Qual. |
| ------- | -------------------- | ----- | ----- |
| 1       | Kenneth Powell (GBR) | 15.6  | QF    |
| 2       | John Eller (EUA)     | 15.7  |       |
| 3       | Ferdinand Bie (NOR)  | 15.8  |       |
| 4       | Pablo Eitel (CHI)    |       |       |

Semifinal 2
| Posició | Atleta                    | Temps        | Qual. |
| ------- | ------------------------- | ------------ | ----- |
| 1       | Martin Hawkins (EUA)      | 15.7         | QF    |
| 2       | Daciano Colbacchini (ITA) | 16.0         |       |
| 3       | Marius Delaby (FRA)       | 16.2         |       |
| —       | Károly Solymár (HUN)      | No finalitza |       |

Semifinal 3
| Posició | Atleta                     | Temps | Qual. |
| ------- | -------------------------- | ----- | ----- |
| 1       | John Nicholson (EUA)       | 15.4  | QF    |
| 2       | Vaughn Blanchard (EUA)     | 15.7  |       |
| 3       | H. von Bönninghausen (GER) | 16.0  |       |

Semifinal 4
| Posició | Atleta                | Temps        | Qual. |
| ------- | --------------------- | ------------ | ----- |
| 1       | James Wendell (EUA)   | 15.5         | QF    |
| 2       | George Chisholm (EUA) | 15.7         |       |
| —       | Gerard Anderson (GBR) | No finalitza |       |

Semifinal 5
| Posició | Atleta                  | Temps | Qual. |
| ------- | ----------------------- | ----- | ----- |
| 1       | Fred Kelly (EUA)        | 15.6  | QF    |
| 2       | Valdemar Wickholm (FIN) | 16.6  |       |
| 3       | Henry Blakeney (GBR)    |       |       |

Semifinal 6
| Posició | Atleta                | Temps | Qual. |
| ------- | --------------------- | ----- | ----- |
| 1       | John Case (EUA)       | 15.6  | QF    |
| 2       | Edwin Pritchard (EUA) | 15.6  |       |
| 3       | Géo André (FRA)       |       |       |

### Final
La final es disputà el divendres 12 de juliol de 1912. Nicholson va caure en la vuitena tanca, deixant la victòria a Kelly, que va batre per un estret marge a Wendell.
| Posició | Atleta               | Temps        |
| ------- | -------------------- | ------------ |
| 1       | Fred Kelly (EUA)     | 15.1         |
| 2       | James Wendell (EUA)  | 15.2         |
| 3       | Martin Hawkins (EUA) | 15.3         |
| 4       | John Case (EUA)      | 15.3         |
| 5       | Kenneth Powell (GBR) | 15.5         |
| —       | John Nicholson (EUA) | No finalitza |